# Joseph Du Fresne de Francheville
Pour les articles homonymes, voir Du Fresne et Francheville.
Joseph Du Fresne de Francheville, est un écrivain français, né à « Dourlens » le 18 septembre 1704, mort à Berlin le 9 mai 1781.

## Biographie
Joseph du Fresne naît dans la paroisse Saint Martin de Doullens, en Picardie, dans l'actuel département de la Somme, et y est baptisé le 20 septembre 1704 .
Il est le fils de Joseph du Fresne, contrôleur aux Tailles de cette ville, et de Louise Coignart. 
Il se fait d'abord connaître par une Histoire des finances, Paris, 1738, qu'il n'a pas achevée, puis donne en 1741 une espèce de roman historique, les Premières expéditions de Charlemagne.
Appelé à Berlin par Frédéric II de Prusse, il devient membre de l'Académie de Berlin et y meurt en 1781. Il fonda la Gazette littéraire de Berlin et en fut le principal rédacteur jusqu'à sa mort.

## Pour approfondir

### Source
Cet article comprend des extraits du Dictionnaire Bouillet. Il est possible de supprimer cette indication, si le texte reflète le savoir actuel sur ce thème, si les sources sont citées, s'il satisfait aux exigences linguistiques actuelles et s'il ne contient pas de propos qui vont à l'encontre des règles de neutralité de Wikipédia.

### Pages connexes
- Dufresne
- Gazette littéraire de Berlin